# China-Northwest-Airlines-Flug 2119
Der China-Northwest-Airlines-Flug 2119 (Flugnummer: WH2119) war ein planmäßiger Inlandsflug der chinesischen Fluggesellschaft China Northwest Airlines vom Flughafen Yinchuan zum Flughafen Peking. Am 23. Juli 1993 verunglückte auf diesem Flug eine fast neue und voll besetzte BAe 146-300 beim Start. Bei dem Unfall kamen 56 von 113 Personen an Bord ums Leben.
Zum damaligen Zeitpunkt handelte es sich um den schwersten Zwischenfall einer BAe 146, jedoch wurde dieser 2003 und 2016 durch die Unfallflüge Turkish-Airlines-Flug 634 und LaMia-Flug 2933 übertroffen.

## Flugzeug
Bei dem verunglückten Flugzeug handelte es sich um eine BAe 146-300 aus britischer Produktion. Die Maschine wurde im Werk von British Aerospace an Werksflugplatz Woodford, Metropolitan Borough of Stockport, gebaut. Die BAe 146 gehörte damit zu einer neuen Generation britischer Passagierflugzeuge, nachdem die in die Jahre gekommene Hawker Siddeley Trident zunehmend ausgemustert wurde.
Das bei dem Unfall zerstörte Flugzeug trug die Werksnummer E3215. Die Maschine hatte am 5. Dezember 1992 mit dem Testkennzeichen G-6-215 ihren Erstflug absolviert. Am 29. Dezember 1992 folgte die Auslieferung an die 1988 gegründete und aus der CAAC hervorgegangene China Northwest Airlines. Die Maschine erhielt das Luftfahrzeugkennzeichen B-2716. Das vierstrahlige Kurzstreckenflugzeug war mit vier Triebwerken des Typs Lycoming LF507-1H ausgestattet. Zum Zeitpunkt des Unfalls hatte die Maschine eine Betriebsleistung von rund 500 Betriebsstunden.

## Insassen
An Bord der Maschine befanden sich 113 Personen, darunter 108 Passagiere und 5 Besatzungsmitglieder. Die meisten der Insassen waren inländische Chinesen, jedoch befanden sich außerdem auch eine britische Frau, ein Bewohner von Hongkong, ein Franzose sowie eine weitere Person ausländischer Herkunft an Bord.

## Flugplan
Der Flug war als Direktflug von Yinchuan nach Peking geplant. Das letzte Ticket für den Flug wurde am Abflugtag um 14:25 Uhr verkauft. Die Maschine sollte ursprünglich um 14:30 Uhr starten, setzte jedoch letztlich mit einer 10-minütigen Verspätung zum Start an.

## Unfallhergang
Die Besatzung erhielt die Freigabe zum Start von Startbahn 36. Gegen 14:40 Uhr begann der Startlauf. Die Piloten beschleunigten die Maschine, die jedoch nach Erreichen der Abhebegeschwindigkeit nicht rotierte. Schließlich konnte der Kapitän die Flugzeugnase hochziehen, jedoch schlitterte das Heck über die Startbahn und die Maschine stieg nicht in die Luft. Die Piloten leiteten daraufhin einen Startabbruch ein. Die Maschine überrollte das Ende der 2200 Meter langen Startbahn und kollidierte zunächst mit Erdaufschüttungen, ehe sie anschließend in das flache Wasser eines etwa einen Meter tiefen Teiches schlitterte.

## Rettungseinsatz und Opfer
Nach dem Zwischenfall wurden Hunderte von Soldaten und Polizisten zum Unfallort beordert, um beim Rettungseinsatz mitzuwirken. Bei dem Unfall wurden 55 Passagiere und ein Besatzungsmitglied getötet. Drei Besatzungsmitglieder und 53 Passagiere wurden verletzt. Ein Besatzungsmitglied blieb unverletzt.

## Unfallursache
Es stellte sich heraus, dass es aufgrund einer technischen Fehlfunktion zu dem Unfall gekommen war. Als die Piloten die Auftriebshilfen aktivierten, fuhren diese nur linksseitig aus, da auf der rechten Seite der Stellmotor zum Ausfahren der Auftriebshilfen ausgefallen war. Durch die einseitig eingefahrene Auftriebshilfe war die Maschine aerodynamisch nicht in der Lage abzuheben.